# 伝統の一戦
伝統の一戦（でんとうのいっせん、英: The Classic）は、歴史などの背景から長年のライバルである者（チーム）同士の勝負のことを指す。主にスポーツの試合において使われることが多い。

## 概要
世界で最も有名な伝統の一戦はエル・クラシコと呼ばれる、スペインのラ・リーガでライバル同士である、レアル・マドリードとFCバルセロナの試合である。UEFAチャンピオンズリーグ決勝以外では世界で最も大きなクラブサッカーの試合であり、年間で最も視聴されるスポーツイベントでもある。両クラブは世界的なサポーターを持っており、ソーシャルメディア上で世界で最もフォローされているスポーツチームである。また、「伝統の一戦」の呼称は、モータースポーツやサイクルスポーツ、公営競技においても歴史の長いレースに対して使用されている。

## 主な伝統の一戦
- サッカー
  - ラ・リーガ - レアル・マドリードとFCバルセロナ（エル・クラシコ）
  - プレミアリーグ - マンチェスター・ユナイテッドFCとリヴァプールFC（ノースウェスト・ダービー、ナショナルダービー）
  - プレミアリーグ - マンチェスター・ユナイテッドFCとマンチェスター・シティFC（マンチェスター・ダービー）[5]
  - セリエA - ユヴェントスFCとインテルナツィオナーレ・ミラノ（イタリアダービー）[6]
  - セリエA - インテルナツィオナーレ・ミラノとACミラン（ミラノダービー、デルビー・デッラ・マドンニーナ）[7]
  - セリエA - ASローマとSSラツィオ（ローマダービー、デルビー・デッラ・カピターレ）[8]
  - ブンデスリーガ - FCバイエルン・ミュンヘンとボルシア・ドルトムント（デア・クラシカー）
  - リーグ・アン - パリ・サンジェルマンFCとオリンピック・マルセイユ（ル・クラスィク）
  - プリメイラ・リーガ - SLベンフィカとFCポルト（オ・クラシコ）
  - エールディヴィジ - アヤックス・アムステルダムとフェイエノールト（デ・クラシケル）
  - プリメーラ・ディビシオン - ボカ・ジュニアーズとCAリーベル・プレート（スーペルクラシコ）[9]
  - Jリーグ - 東京ヴェルディと横浜F・マリノス（ナショナルダービー[10]、クラシコ）[11]
  - Jリーグ - 鹿島アントラーズと横浜F・マリノス（The CLASSIC）[12]
  - Kリーグ - 蔚山現代FCと全北現代モータース（現代家ダービー）[13]
- 野球
  - MLB - シカゴ・カブスとセントルイス・カージナルス
  - MLB - サンフランシスコ・ジャイアンツとロサンゼルス・ドジャース[14]
  - MLB - ボストン・レッドソックスとニューヨーク・ヤンキース[14]
  - NPB - 読売ジャイアンツと阪神タイガース
  - CPBL - 中信兄弟と統一ライオンズ
  - KBO - 斗山ベアーズとLGツインズ
- バスケットボール
  - NBA - ボストン・セルティックスとロサンゼルス・レイカーズ
  - Bリーグ - 大阪エヴェッサと琉球ゴールデンキングス[15]
  - Wリーグ - ENEOSサンフラワーズとシャンソンVマジック
- アメリカンフットボール
  - NFL - シカゴ・ベアーズとグリーンベイ・パッカーズ[16][17]
  - NFL - ワシントン・コマンダースとダラス・カウボーイズ[14][18]
- アイスホッケー
  - NHL - トロント・メープルリーフスとモントリオール・カナディアンズ[14]
- ラグビー
  - トップ14 - スタッド・フランセ・パリとスタッド・トゥールーザン
  - リーグワン - 埼玉パナソニックワイルドナイツとコベルコ神戸スティーラーズ[19]
- モータースポーツ
  - F1 - モナコグランプリ
  - IRL - インディ500
  - スポーツカーレース - ル・マン24時間
  - NASCAR - デイトナ500
  - WRC - ラリー・モンテカルロ
  - SUPER GT - 鈴鹿1000km
  - MotoGP - オランダグランプリ
- サイクルスポーツ
  - ツール・ド・フランス
  - モニュメント → クラシック (ロードレース)#モニュメントを参照

## 学生スポーツ
- 大学スポーツ
  - 日本
    - サッカー - 早稲田大学と慶應義塾大学（早慶戦）、明治大学と立教大学（明立戦）
    - ラグビー - 早稲田大学と慶應義塾大学（早慶戦）、早稲田大学と明治大学（早明戦）、慶應義塾大学と明治大学（慶明戦）
    - アメリカンフットボール - 関西学院大学ファイターズと京都大学ギャングスターズ（関京戦）、日本大学フェニックスと関西学院大学（赤と青の対決）、関西学院大学と立命館大学パンサーズ（関立戦）、関西学院大学と日本体育大学トライアンファントライオン
    - 野球 - 早稲田大学と慶應義塾大学（早慶戦／慶早戦）、早稲田大学と明治大学（早明戦／明早戦）、明治大学と法政大学（明法戦／法明戦）、同志社大学と立命館大学（同立戦／立同戦）、関西大学と関西学院大学（関関戦）、西南学院大学と福岡大学（西福戦）
    - 体操競技 - 日本体育大学〈旧日本体育専門学校「体操練習所」・体操学校〉と筑波大学〈旧東京教育大学「体操伝習所」・東京高等師範学校〉
    - ボート - 早稲田大学と慶應義塾大学（早慶レガッタ／慶早戦）、東京大学と一橋大学〈旧東京商科大学〉（東商レガッタ）、中央大学と日本体育大学と法政大学と東京経済大学（グリーンレガッタ：4大学対抗戦）
    - バスケットボール - 日本体育大学と筑波大学（日筑戦）、日本体育大学と日本大学（日日戦）、日本体育大学と愛知学泉大学（女子）

  - イギリス
    - ラグビー - オックスフォード大学とケンブリッジ大学〈オックスブリッジ〉（ザ・バーシティマッチ）
    - ボート - オックスフォード大学とケンブリッジ大学〈オックスブリッジ〉（ザ・ボート・レース）

  - アメリカ
    - カレッジフットボール - ハーヴァード大学とイェール大学（The Game)、オハイオ州立大学とミシガン大学[14]、オーバーン大学とアラバマ大学(Iron Bowl)[14]
    - カレッジバスケットボール - インディアナ大学とケンタッキー大学、ノースカロライナ大学とデューク大学[14]
- 高校スポーツ
  - 剣道
    - 全国高等学校体育連盟剣道専門部 - 九州学院高等学校と島原高等学校

## 公営競技
- 中央競馬 - クラシック、天皇賞
- 地方競馬
  - ホッカイドウ競馬 - 赤レンガ記念
  - 岩手競馬 - みちのく大賞典
  - 東京シティ競馬 - 大井記念
- ボートレース - ボートレースダービー
- 競輪 - 朝日新聞社杯競輪祭
- オートレース - 日本選手権オートレース